# Roger Thiriet
Roger Thiriet (* 5. Oktober 1949) ist ein Schweizer Journalist und Drehbuchautor.

## Leben
Thiriet besuchte von 1956 bis 1960 die Primarschule und von 1960 bis 1968 das Humanistische Gymnasium in Basel, das er mit der Matura Typus A (Latein und Altgriechisch) abschloss. Anschliessend studierte er an der Universität Basel Anglistik, Romanistik und Geschichte und schloss 1975 mit Lizenziat ab.
Von 1969 bis 1973 war er Sprecher, Redaktor und Präsentator beim Schweizer Radio DRS und Schweizer Fernsehen DRS. 1970/71 arbeitete er als Ersatzlehrer für Französisch am Humanistischen Gymnasium. Später schrieb er Kolumnen und Glossen für den lokalen Anzeiger Doppelstab und die Wochenzeitung Weltwoche. Ausserdem machte er einen Sprachaufenthalt in London. Von 1984 bis 1997 war er in leitenden Positionen bei Radio Basilisk und von 1987 bis 1992 bei der Basler Zeitung tätig. Bei Radio Eviva war er von 1992 bis 1997 Programmleiter und Mitglied der Geschäftsleitung.
Von 1995 bis 2005 war er Drehbuchautor der Seifenoper «Café Bâle», die von der Basler Zeitung und Basilea-Film produziert wurde. Seit 1998 besteht seine Ein-Mann-Firma Roger Thiriet Texte. Er bietet Drehbücher für Video, Filme und Fernsehen, Medienkonzepte, Medientrainings, Moderationen, journalistische Texte und Sprechereinsätze an. Von 2006 bis 2016 war er ausserdem Medienbeauftragter der evangelisch-reformierten Kirche des Kantons Basel-Stadt.
Im Militär trug Thiriet den Grad eines Wachtmeisters im Info-Regiment 1 (vormals Abteilung Presse und Funkspruch).  Er ist Vater von zwei erwachsenen Söhnen, Maurice und Jérôme Thiriet. Er ist heimatberechtigt in Rohr und Basel und wohnt in Basel.

## Werke
- Basel – Zürich retour, Buchverl. der Basler Zeitung, Basel, 2000.
- Der letscht Morgestraich oder Romeo und Julia in der Schwyz: a Fasnachtsgschicht frei nochem William Shakespeare sym Drama „Romeo und Julia“ uff Baseldütsch und Züritüütsch, Klingenthal 8, Basel, 2003.
- Megge Buser, Schwabe, 2006, ISBN 978-3-7965-2240-6
- Vergangenheit als Verpflichtung für die Zukunft: die Geschichte des Hauses La Roche & Co Banquiers ,  La Roche & Co Banquiers, Basel, 2008.